# Romain Brizemur
Romain Brizemur (* 6. März 1970 in Champigny-sur-Marne) ist ein französischer Musiker (Gitarre) des Gypsy-Jazz und der klassischen Musik.

## Leben und Wirken
Brizemur begann mit sieben Jahren auf dem Konservatorium Cello zu lernen, dann Klarinette, beides mit wenig Erfolg. Daneben spielte er mit seinem Vater auf der Gitarre die Musik von Django Reinhardt. 1981 erhielt er formellen Unterricht in Jazzgitarre; zwischen 1984 und 1988 erhielt er Unterricht bei Pierre Cullaz. Seit 1985 trat er mit dem Geiger Gérard Vandenbroucque auf. Im gleichen Jahr nahm er klassischen Gitarrenunterricht am Konservatorium von Champigny sur Marne bei Patrice Poli. Von 1989 bis 1995 studierte er bei Javier Quevedo an der Ecole Normale de Musique de Paris bzw. in St. Germain en Laye, wo er erste Preise in Gitarre und Kammermusik erhielt, um dann an die Ecole Normale de Musique de Paris das Diplom als ausführender Musiker zu erhalten.
Erste Aufnahmen entstanden 1994 mit dem Onztet de Violon Jazz in Zusammenarbeit mit Didier Lockwood. Er trat im New Morning, Baiser Salé, Sunset und auf verschiedenen Festivals wie dem Heineken Jazz Festival, Django Reinhardt Festival in Samois-sur-Seine, in der Vorgruppe für Stéphane Grappelli und Michel Petrucciani. 2006 nahm er unter eigenem Namen in Triobesetzung das Album Blues Sombre auf, gefolgt von Swing XXI mit dem Gitarristen Luc Desroy und Caroline Carter. Im Bereich des Jazz war er laut Tom Lord zwischen 1994 und 2014 an fünf Aufnahmesessions beteiligt.
Von 1994 bis 2018 unterrichtete Brizemur klassische Gitarre am Konservatorium von Champigny-sur-Marne.

## Diskographische Hinweise
- Claude Tissendier: Django’s Dream (Le Chant du Monde, 2010)
- Romain Brizemur Quartet: Par Quatre Chemin (2014), mit Claude Tissendier, Luc Desroy, André Bonnin
- Philippe Picot: Carte Blanche (2019)